# Le Mesnil-Durand
Le Mesnil-Durand är en kommun i departementet Calvados i regionen Normandie i norra Frankrike. Kommunen ligger i kantonen Livarot som ligger i arrondissementet Lisieux. År 2018 hade Le Mesnil-Durand 300 invånare.

## Befolkningsutveckling
Antalet invånare i kommunen Le Mesnil-Durand
Referens:INSEE